# Исланд на Светском првенству у атлетици у дворани 2018.
Исланд је на 17. Светском првенству у атлетици у дворани 2018. одржаном у Бирмингем уод 1. до 4. марта учествовао петнаести пут. Репрезентацију Исланда представљала је 1 такмичарка, која се такмичили у трци на 1.500 метара.,
На овом првенству такмичарка Исланда није освојила ниједну медаљу нити је остварила неки резултат.

## Учесници
Жене:
- Анита Хинриксдотир — 1.500 м

## Резултати

### Жене
| Атлетичарка        | Дисциплина | Лични рекорд | Квалификације | Квалификације | Финале                | Финале       | Детаљи |
| Атлетичарка        | Дисциплина | Лични рекорд | Резултат      | Место         | Резултат              | Место        | Детаљи |
| ------------------ | ---------- | ------------ | ------------- | ------------- | --------------------- | ------------ | ------ |
| Анита Хинриксдотир | 1.500 м    | 4:09,54 НР   | 4:15,73       | 3. у гр. 1    | Није се квалификовала | 23 / 25 (26) |        |